# Bruksträsket
Bruksträsket är en sjö i Finland.   Den ligger huvudsakligen i Ingå kommun också om en av sjöns vikar tränger sig in i grannkommunen Karis, i landskapet Nyland, i den södra delen av landet, 60 km väster om huvudstaden Helsingfors. Bruksträsket ligger 24,2 meter över havet. Arean är 3,1 kvadratkilometer och strandlinjen är 37,65 kilometer lång. Sjön  ingår i Finska vikens kustområde.  I sjön finns ön Haraholmen.
Till sjöns tillrinningsområde på 47 km² hör bl. a. Marträsket öster om Bruksträsket. Sjön avrinner till Finska viken genom dess vik Fagerviken .
Vattenkvaliteten är nöjaktig i Bruksträsket. De viktigaste fiskarterna är gädda och gös .